# 切尔诺贝利·禁区
《切尔诺贝利·禁区》是由“SineLab Production”（第1季）和RatPack Production（第2季）制作，在TNT和TV-3频道播出的俄罗斯科幻电视连续剧。 故事背景设定在切尔诺贝利核电站。
电视剧系列第一季的标语为“无人原样而归”，第二季的标语为“世界永不重复”。
第一季于2014年10月13日至23日在TNT频道首播。第二季于2017年11月10日在TV-3频道首播。

## 剧情
第一季
这一季情节发生在两个时间层：2013年和1986年 ，后者即切尔诺贝利核事故发生的前夕。主角 - 五个好友： 巴沙，廖沙，娜斯佳，阿尼亚和果沙。
第二天早上，在巴沙在家里举行派对后，一个IT男来到他的家中修理网络故障。当几个好友都坐在厨房里时，IT男从保险箱里偷了钱并逃之夭夭。发现钱被偷后，主角们在追捕前往普里皮亚季小偷，并遭遇了许多令人难以置信的事情，然后发现自己可以通过一台带有盖革计数器的时光机器回到过去。禁区在这一季中是独立的，具有自己的逻辑观念和意识。
最终巴沙设法改变了过去，阻止了切尔诺贝利核电站的爆炸事故，之后他发现自己回到了2013年，并且苏联没有解体，而伙伴们的身份也与之前的时间线有了变化。后来他发现核电站事故发生在了美国，使得美国成为了分裂的国家。
第二季
第二季的剧情延续了第一季的剧情，苏联和美国两个国家走向了不同的道路，苏联势力壮大，而美国成为RSHA（美利坚分裂国），切尔诺贝利事件变成了发生在美国的1986年8月7日的卡尔弗特悬崖核电站事件。
巴沙不得不重新找到他那些随着世界一起改变的朋友，回到过去并将一切复原。此外，他们遇见了神秘的戴着面具以隐藏着他毁容的脸的尼基塔。
主角穿越了几个时间点。他们到达的最早的时间点是1956年，并最终以回到另一个世界的2013年结束。

## 演员和角色

### 主演
| 演员                                              | 角色                                                                      |
| 康斯坦丁·达维多夫                                 | 帕维尔·维尔希宁（巴沙）                                                   |
| 谢尔盖·罗曼诺维奇                                 | 阿列克谢·戈洛维（廖沙）                                                   |
| 瓦莱丽娅·德米特里耶娃                             | 阿纳斯塔西娅·马蒂莎娃（娜斯佳）                                           |
| 克里斯蒂娜·卡琴斯卡娅                             | 安娜·安东诺娃（阿尼亚）                                                   |
| 安瓦尔·哈里路拉耶夫                               | 乔治·佩特里沙伊（果沙）                                                   |
| 伊利亚·谢尔宾宁                                   | 伊戈尔·马特维耶夫（或称为波德卡斯特，从Pasha偷走了800万卢布的小偷）       |
| 叶夫根尼·斯迪查金                                 | 谢尔盖·科斯滕科，苏联克格勃上尉（1986年），俄罗斯联邦安全局少将（2013年） |
| 亚历山大·奔萨, 谢尔盖·维努科夫, 尼基塔·博戈留波夫 | 维尔（尼基塔）（戴面具的巴沙）                                            |
| 罗曼·阿格耶夫                                     | 德里克·弗莱彻 / Дмитрий Киняев （Global Cintech 公司总裁）                |

- 帕维尔·维尔希宁（巴沙） — 帅气，勇敢，出身富裕家庭。乍一看他是一个没有单一缺点的领导者，但实际上远非那么简单。他的朋友们都是来自街头的普通人。他也曾喝醉到了不省人事的地步并犯了错误，然后他必须纠正。他去切尔诺贝利寻找从他父母的公寓里偷来的钱。但最终，这段经历使他成为真正的英雄。在第二季拥有超能力并且是禁区的一部分。
- 阿列克谢·戈洛维（廖沙） — 是一个无赖，混迹街头，也是一个让人头大的麻烦。如果你能参与任何冒险，他一定要参与其中; 然后你便麻烦缠身。虽然他在整个系列中制造了许多麻烦，但也在紧要关头证明自己是一个忠诚和真诚的朋友。同时他是一个幽默的主要载体。
- 阿纳斯塔西娅·马蒂莎娃（娜斯佳） —  是廖沙的朋友。大胆，无所畏惧，如果需要，她可以拔刀相助。她能够为自己出头，并不特别依赖别人的帮助。而内在的，像许多大胆的女孩一样，脆弱而多愁善感。因为这个缘故，这个娜斯佳更喜欢躲避所有人，包括廖沙。她似乎随时已经准备好做任何事了。
- 安娜·安东诺娃（阿尼亚） —  是一位神秘的美女，她一度是团队中最神秘的成员。她前往切尔诺贝利解决自己的问题，试图了解在1986年在普里皮亚特发生的事情。家庭历史，以及与普里皮亚特的关系，很长一段时间都被她隐瞒。她甚至不敢告诉巴沙，她有一本小说。在2013年的苏联，她在航空公司“Sovaero”担任空乘人员。
- 乔治·佩特里沙伊（果沙） — 是一位典型的宅男，习惯于通过电脑屏幕了解世界。前往普里皮亚季之前，他只能通过阿尼亚劝说同意，但结果证明他自己和他的朋友们不盯着显示器，也能真正的行动。在第二季的第六集，被科斯滕科绑架，然后是被德里克绑架。
- 维尔（尼基塔）（戴面具的巴沙） — 巴沙的一个版本，为了试图制止卡尔弗特悬崖核电站事故，回到了2013年寻找另一个他。为了不在2013年的苏联同另一个巴沙（第一季中的巴沙）冲突，他编造了一个故事：在他上学期间，他与父母移民到美国，在那里他获得了麻省理工学院的博士学位，并在卡尔弗特悬崖核电站工作。但由于他试图阻止核电站事故，他的脸和声带受损，他不得不把脸藏在面具下面。二十七年后，他与自己和他的朋友会面并帮助他们到达美国，以便他们“再次”尝试阻止美国核电站发生事故。
- 伊戈尔·马特维耶夫（波德卡斯特） — 巴沙的第一个对手和该系列主要的谜团。从最初的反派到最不像反派。计算机怪胎，最先在巴沙的公寓中偷走了八百万卢布（约一百万人民币），并用偷来的钱前往切尔诺贝利。在巴沙改变历史后，他没有从巴沙那里偷钱，并且他并不认识巴沙和巴沙的朋友。
- 谢尔盖·科斯琴科 — 第一季中巴沙的主要对手和历史推动者。为了实现他的目标，他不惜牺牲一切，甚至是生命。1986年的他是普里皮亚季市的一名年轻而有前途的克格勃军官，他本可以阻止切尔诺贝利事故，但最后却失败了。他心里的内疚感将一位诚实的国安部门军官变成了一个危险的强盗。30年来，他只想着一件事 - 回去改变一切。从第2季第6集起，由于历史的改变，科斯琴科成为了俄罗斯联邦安全局的一名少将。
- 德里克·弗莱彻 / 迪米特里·基里亚耶夫 — 第2季中巴沙的主要对手，也是“Global Kintek”公司的老板。就像巴沙一样，他也是禁区的一部分。1995年，他杀死了五个孩子（巴沙，廖沙，娜斯佳，阿尼亚和果沙）。1986年，德里克开始出现禁区的症状，这些症状由他的母亲传给他（1956年巴沙输血给了她）。1986年，果沙和阿尼亚从一个燃烧的房子里把他救出来。他在第2季第8集被巴沙杀死。
- 维塔利·索罗金 — 切尔诺贝利核电站4号反应堆的工程师，事故当晚与安东诺夫换班，并在事故中丧生。他是禁区本身，因为他最接近事故点，曾多次出现在巴沙的梦中。
- 克莱尔·马蒂森 — 一名极端主义者。她在1986年炸毁了卡尔弗特悬崖核电站的1号反应堆。而在1956年巴沙制止其父谋杀其母后，她的性格发生了巨大变化。
- 迈克尔·奥格登 — 巴沙在1956年意外遇到的牧师。巴沙等人的穿越导致其记忆出现问题，并使得其在1986年死于弗莱彻之手。

## 系列列表

### 第一季(2014年)
| 集数 | 总集数 | 集名                   | 首播日期       |
| --- | ------ | ---------------------- | -------------- |
| 1 | 1      | 梦想，金钱和切尔诺贝利 | 2014年10月13日 |
| 巴沙的父母前往土耳其几个星期，离家前要巴沙存放好800万卢布。巴沙和他的朋友廖沙在家里举办了一场疯狂派对，但巴沙家的互联网却中断了。第二天早上来了一位神秘的互联网公司员工伊戈尔，他在众人不注意时从巴沙父母的保险柜里偷走了钱。朋友们虽然报了警，但意识到并没有什么用，于是他们决定自己去寻找小偷。根据伊戈尔在互联网上发布的信息追踪他。他们最终发现他将去切尔诺贝利。 第二部分 — «道路»  |        |                        |                |
| 2 | 2      | 逃亡者                 | 2014年10月14日 |
| 在前往切尔诺贝利的路上，巴沙和朋友们经历了一些惊险的事情，他们试图拯救唯一的幸存者，将他带到了最近的公路咖啡馆。通过发生事故汽车的DVR录音，他们意识到去往咖啡馆不是一个好主意。与此同时，他们遇见了神秘的黑色吉普车...... 第二部分 — «哎，这场婚礼…» |        |                        |                |
| 3 | 3      | 边境                   | 2014年10月15日 |
| 在乌克兰边境的交叉口，廖沙在后备箱藏了其他人并偷偷越境，致使巴沙和其他人被乌克兰边检扣留。但由于娜斯佳的出手，他们终于来到普里皮亚季的“鬼城”。伊戈尔在视频中惊恐地表示自己被普里皮亚季“困住”而无法离开。巴沙等人找到了他的摩托车和部分钱款，但却找不到伊戈尔。众人决定打道回府，但却很快意识到伊戈尔是对的：真的没有出路。阿尼亚向巴沙解释她为什么和他们一起去。 第二部分 — «普里皮亚季» |        |                        |                |
| 4 | 4      | 狩猎                   | 2014年10月16日 |
| 早上醒来后，朋友们发现阿尼亚失踪了。在搜索时，他们偶然发现了一伙有武装的神经病，他们把巴沙等带回了普里皮亚季。与此同时，在普里皮亚季，发生了可怕的事情。他们与人的副本（幻影）相遇，幻影试图让他们陷入死亡陷阱...... 第二部分 — «幽灵» |        |                        |                |
| 5 | 5      | 姐姐                   | 2014年10月20日 |
| 众人发现阿尼亚位于摩天轮的顶部座位上。而在她神秘失踪的那一天，这个女孩被她的姐姐带到了摩天轮上。他们听到了来自上面的哭声。意识到这是真正的阿尼亚。他们去森林寻找一个人，但他们找到了绝对想象不到的事，最终使得他们找到了一个秘密地堡。 第二部分 — «地堡» |        |                        |                |
| 6 | 6      | 有需要的人             | 2014年10月21日 |
| 他们决定在那个地堡里过夜，却被正在地堡门外惊恐拍门的伊戈尔吵醒。伊戈尔急切地请求他们帮助陷入困境的安德烈·谢尔盖耶夫。众人跟着伊戈尔来到一间废弃的小木屋，在那里他们发现了一条神秘的狗在追着它们，还有一具尸体躺在床上。原来这又是幻影的阴谋……众人及时启动时光机，回到了1986年切尔诺贝利核电站事故发生前不久，并且阿尼亚已经改变了过去...... 第二部分 — «那里»                            |        |                        |                |
| 7 | 7      | 前一天......           | 2014年10月22日 |
| 巴沙等人拼命想要警告每个人关于切尔诺贝利事故的事情，而阿尼亚的父亲最终同意帮助他们。廖沙试图撬开一辆汽车以便离开禁区，并试图蒙骗警察，结果被警察带到了警局，随后又被克格勃的科斯琴科带到了当地的克格勃监狱。正在被审讯时，众人又回到了2013年，恐怖的禁区再次降临...... 第二部分 — «苏联 克格勃»                                                                                          |        |                        |                |
| 8 | 8      | 时间的敌人             | 2014年10月23日 |
| 如果你经常干涉时间规律，那么它迟早会报复。有人突然出现，有人消失，有人死亡，有人没有出生......2013年的科斯琴科杀死了除巴沙之外的所有人。最后科斯琴科与他联手阻止意外发生。巴沙和科斯琴科会阻止灾难吗？历史应该保留下来吗？在普里皮亚季会发生什么？ 第二部分 — «四号进入紧急状态» |        |                        |                |

### 第二季(2017年)
| 集数 | 总集数 | 集名                         | 首播日期       |
| --- | ------ | ---------------------------- | -------------- |
| 1 | 9      | 远去的美丽                   | 2017年11月10日 |
| 巴沙和他的朋友们设法回到了过去，阻止了切尔诺贝利核电站的灾难。然而回到2013年的巴沙发现，苏联没有解体，但核电站事故仍然发生——不是在切尔诺贝利，而是在美国马里兰州的卡尔弗特悬崖核电站。 |        |                              |                |
| 2 | 10     | 7505:800                     | 2017年11月10日 |
| 巴沙和他的朋友乘坐波音747-200客机飞往美国。突然，飞机开始摇晃，所有乘客一个接一个地失去意识。醒来的时候，巴沙等人发现飞机上除了他们之外所有人都消失了，而驾驶舱内显然有人...... |        |                              |                |
| 3 | 11     | 欢迎来到美国                 | 2017年11月17日 |
| 巴沙等人乘坐的飞机在美国沙漠中坠毁并着陆。这一情景正好被四名武装匪徒看见。他们想趁火打劫，并想对娜斯佳和阿尼亚下手...... |        |                              |                |
| 4 | 12     | 如果你相信上帝，也请相信恶魔 | 2017年11月17日 |
| 巴沙和他的朋友们回到了1986年8月6日——事故发生前几个小时的美国。在路上，他们遇到了迈克尔·奥格登神父，并搭上了他的车，后者原来是一位驱魔人。在路上，他告诉巴沙们他应该去一个地方，那儿有一个小男孩迷恋魔鬼...... |        |                              |                |
| 5 | 13     | 1956年                       | 2017年11月24日 |
| 来到1956年的巴沙和他的朋友再次见到了迈克尔·奥格登，那时他才30岁。乐意助人的奥格登在巴沙等人面前被一辆疯狂行使的卡车撞倒，并因失血过多而生命垂危。巴沙等人束手无策，只能将奥格登带到最近的医院。 |        |                              |                |
| 6 | 14     | 失踪儿童案                   | 2017年11月24日 |
| 巴沙和他的朋友回到了2013年，美国的核电站事故没有发生，看起来一切都已经恢复了正常。没有护照的他们在俄罗斯驻美大使馆见到了谢尔盖·科斯琴科，这个世界的科斯琴科在俄罗斯联邦安全局工作。从他身上，他们了解到可怕的情况：很多年前，莫斯科某处的冰面下发现了五个孩子的尸体，而且，很显然，这是......巴沙，廖沙，娜斯佳，阿尼亚和果沙。 |        |                              |                |
| 7 | 15     | 古德温：伟大而可怕           | 2017年12月1日  |
| 巴沙试图将果沙从德里克手中拯救出来，但没有时间……这个世界的德里克·弗莱彻是一家很有影响力的公司的负责人，这家公司为政府高层提供支持。为了拯救他的朋友，巴沙不仅要与科斯琴科合作，还要再次前往“鬼城”普里皮亚季。 |        |                              |                |
| 8 | 16     | 普里皮亚季2.0                | 2017年12月1日  |
| 巴沙和他的朋友们再次来到了普里皮亚季，在那里他们将与禁区以及那些反派重新战斗。他们能否阻止切尔诺贝利事故再次发生？ |        |                              |                |

## 制作
这个系列的拍摄地点位于“切尔诺贝利”。由于在切尔诺贝利拍摄是对人体健康有害的,因而仅有极少数场景（这些只是短暂的镜头，其中没有演员出场）在切尔诺贝利拍摄。在普里皮亚季市的其余拍摄部分则是在俄罗斯其他城市中类似的环境拍摄的（包括莫斯科废弃的少先队夏令营“礼炮”和弗拉基米尔地区科利丘吉诺市废弃摩天轮的休闲区），一些场景是从普里皮亚季的照片（事故发生前在普里皮亚季拍摄）准确再现的。 部分枪击场景拍摄于莫斯科市，
这个系列的首映被推迟了三次。最初据报道它应该在2010-2011播出季在TNT频道播出，然后首映转移到2012-2013播出季，接着首映转移到2013-2014播出季，最后直到2014年1月19日才公布首映将在2014-2015播出季播出。
首映于2014年9月24日在莫斯科Oktyabr电影院举行，许多电影制作人和演艺界明星参加（这个电视剧后来也在俄罗斯的其他18个城市展出：圣彼得堡，彼尔姆，克拉斯诺亚尔斯克，叶卡捷琳堡，符拉迪沃斯托克，克麦罗沃，新西伯利亚 ，萨拉托夫，伊尔库茨克，伊热夫斯克，鄂木斯克，乌里扬诺夫斯克，图拉，巴尔瑙尔，托木斯克，乌法，车里雅宾斯克和沃罗涅日）这是俄罗斯第一个在电视正式首映前在电影院放映的电视剧。

## 原声带

### 歌曲
| 歌唱家                   | 歌名                   | 出现的集数 |
| ------------------------ | ---------------------- | ---------- |
| Icona Pop                | I Love It              | 1          |
| DJ M.E.G. feat. Serebro  | Угар                   | 1          |
| Lionel Richie            | Say You, Say Me        | 1          |
| Группа «Нэнси»           | Дым сигарет с ментолом | 1          |
| Жека                     | Остывший чай           | 1, 3       |
| Слот»                    | Клон                   | 1          |
| Рок-группа «The Subways» | ROCK’N’ROLL QUEEN      | 1          |
|                          |                        |            |
| Warpaint»                | Drive                  | 3          |
| Мифы»                    | Река                   | 5          |
| Лев Лещенко              | Белая вишня            | 5          |
| Николай Гнатюк           | Молодые                | 5          |
| ВИА «Верасы»             | Я у бабушки живу       | 5          |
| September                | In Orbit               | 5          |
| Муслим Магомаев          | Чёртово колесо         | 1, 6       |
| Алла Пугачёва            | Паромщик               | 7          |
| Валерий Леонтьев         | Вернисаж               | 7          |
| ВИА «Лейся, песня»       | Прощай                 | 8          |

### 组合
| 作者                                                                         | 名称                               | 出现的集数 |
| ---------------------------------------------------------------------------- | ---------------------------------- | ---------- |
| Blues Saraceno                                                               | Phuzz Face                         | 1          |
| Loxley / Hawke                                                               | Keep The Faith Alive               | 1          |
| Loxley / Hawke                                                               | White Lies                         | 3          |
| Ben Standage                                                                 | On Behalf Of My Bro                | 1          |
| Tarver / Underhill / Grennwood / Williams                                    | Radiate                            | 1          |
| Mel Wesson                                                                   | Off Radar                          | 1          |
| Mel Wesson                                                                   | Phantom Play                       | 2          |
| Mel Wesson                                                                   | Possessed Guest                    | 2, 4       |
| Mel Wesson                                                                   | Sub Surface                        | 3          |
| Mel Wesson                                                                   | DEEPCORE                           | 4          |
| MORGAN / COOPER / MORGAN                                                     | ROCK’N’ROLL QUEEN                  | 1          |
| Christian FJ Buttner, Zippy Davids                                           | Work It                            | 1          |
| Alain Tristant, Franck Lascombes                                             | Breaking My Heart                  | 1          |
| Sylvian Lux                                                                  | Party Every Day                    | 1          |
| Daniel Backers & Peter Moslener                                              | Siberian Command Base              | 1-8        |
| Daniel Backers & Peter Moslener                                              | Unknown Danger                     | 2          |
| Simon Kringel (GEMA), Bjarke Monrad (GEMA), Jesper Hoff-Klausen (KODA)       | Keep Running                       | 2          |
| Андрей Данилко, Гарцман, Аркадий Семёнович\|Аркадий Гарцман / Андрей Данилко | Тук-тук-тук                        | 2          |
| Nitin Sawhney                                                                | Hidden Danger                      | 2          |
| O’DOWDA / WOOD                                                               | All Alone                          | 3          |
| Trevor Morris                                                                | Dread-2                            | 3, 7       |
| Trevor Morris                                                                | Scare-1                            | 3          |
| Trevor Morris                                                                | Dread-4                            | 3, 6       |
| ASCAP                                                                        | All Fired Up                       | 3          |
| Wally Gagel / Xandy Barry                                                    | Barkling                           | 3          |
| John Hunter Jr, Jonathan Slott, Matthew Minich                               | I’m Fine On My Own                 | 3          |
| Joseph Saba & Stewart Winter                                                 | Templum Malus (RISE) (MODULE)      | 4, 7       |
| JC Lemay (SACEM)                                                             | Return To Tomorrow                 | 4          |
| Ian Honeyman                                                                 | Bad Will                           | 5          |
| David Inlander                                                               | Cloak and Swagger                  | 5          |
| David Inlander                                                               | Blank Window                       | 5          |
| Colin Baldry (PRS) / Tom Kane (PRS)                                          | Into Darkness                      | 5          |
| Alex Kharlamov (ASCAP)                                                       | Dangerous Night Suspense           | 5          |
| Luke Keyte (PRS), Nick Hill (PRS), Ross Curnow (PRS)                         | Face To Face                       | 5          |
| Hans Zimmer, Steve Kofsky, Bruce Fowler, Mel Wesson                          | Fire Storm                         | 6          |
| Юрий Лоза / Шифрин, Борис Исаакович\|Борис Шифрин                            | Купи мне, мама, джинсы             | 6          |
| Вячеслав Добрынин / Дербенёв, Леонид Петрович\|Леонид Дербенёв               | Прощай                             | 6          |
| Brian Randazzo                                                               | Torn To Shreds                     | 6          |
| Tom Howe (PRS)                                                               | Electric Fear                      | 6          |
| Andrew Britton (PRS), Andrew Skeet (PRS), David Goldsmith (PRS)              | Dark Skies                         | 6          |
| Фаррух Закиров / Энтин, Юрий Сергеевич\|Юрий Энтин                           | Учкудук — Три колодца              | 7          |
| Lemelle                                                                      | Meticulous Disembowelment (MODULE) | 7          |
| Miguel D’Oliveira                                                            | Disappointing Results              | 7          |
| Bernhard Hering, Martin Wester, Matthias Kruger                              | Dark Pulse 14                      | 7          |
| Matthew Harris                                                               | Rocking The Baby                   | 7          |

## 评价
这部电视剧在THT频道以高收视率开播。2014年10月13日22:00首播，占据俄罗斯14~44岁观众的28.4％份额（莫斯科29.9％），也就是说，每三个观众，从18至30岁的青年观众的比例为34.9％。
开播后第一周。在俄罗斯视频门户网站Rutube，获得610万次的播放量。
而后，剧集击败TNT频道的收视率的纪录保持者——“Fizruk”第一季。观众14-44年龄段分享《切尔诺贝利·禁区》为27.1％，电视观看为7.2％，而”Fizruk“分别为25.7％和6.7％。
根据杂志《Afisha》，切尔诺贝利·禁区被列入“2014年俄罗斯十大电视剧” 名单。

## 奖项和提名
- 2015年电视制片人协会电视电影领域专业奖（俄语：Профессиональный приз Ассоциации продюсеров кино и телевидения в области телевизионного кино）[12]  - “最佳剧本”奖项提名（Sergei Kucherov）
- Georges 2015 [13] —  “俄罗斯年度电视连续剧（戏剧）”类奖项提名
- Слово 2015 [14] —  “电视电影最佳编剧”类别的奖项提名（Ilya Kulikov，Evgeny Nikishov）
- TEFI 2015 [15] — “电影/电视剧”类奖项的提名
- 2015年OOPS奖（颁奖典礼于2015年10月29日举行）：

- “最佳电视剧”类别提名
- “最佳男主角”（Sergei Romanovich）提名
- “最佳男主角”（Konstantin Davydov）提名
- “最佳女主角”（Kristina Kazinskaya）提名

## 引用
1. ↑  . Телеканал ТВ-3.   [2018-07-18]. （原始内容存档于2020-11-16）.
2. ↑  . k26km.narod.ru.   [2019-09-05]. （原始内容存档于2020-02-20）.
3. ↑  . EG.RU.   [2019-09-05]. （原始内容存档于2019-09-05） （俄语）.
4. ↑  . www.amur.info.   [2019-09-05]. （原始内容存档于2019-09-05） （俄语）.
5. ↑  . www.amur.info.   [2019-09-05]. （原始内容存档于2019-09-05） （俄语）.
6. ↑  Михаил, Галустян. . Эхо Москвы.   [2019-09-05]. （原始内容存档于2019-09-05） （俄语）.
7. ↑  . www.starhit.ru.   [2019-09-05]. （原始内容存档于2019-09-05） （俄语）.
8. ↑  . Кино-Театр.РУ.   [2019-09-05]. （原始内容存档于2019-09-05）.
9. ↑  . Кино-Театр.РУ.   [2019-09-05]. （原始内容存档于2019-09-05）.
10. ↑  . Кино-Театр.РУ.   [2019-09-05]. （原始内容存档于2019-09-05）.
11. ↑  . «Афиша». （原始内容存档于2020-08-11）.
12. ↑  .   [2018-07-19]. （原始内容存档于2015-04-06）.
13. ↑  (georges@cinemafia.ru), Кинопремия «Жорж». . Кинопремия «Жорж».   [2018-07-19]. （原始内容存档于2017-08-25）.
14. ↑  . www.premia-slovo.ru.   [2018-07-19]. （原始内容存档于2018-06-29）.
15. ↑  . tefitv.ru.   [2019-09-05]. （原始内容存档于2020-10-31）.
16. ↑  .   [2018-07-19]. （原始内容存档于2015-07-10）.
17. ↑  .   [2018-07-19]. （原始内容存档于2015-07-25）.
18. ↑  .   [2018-07-19]. （原始内容存档于2015-07-10）.